# Jan Ernest II
Johann Ernst II (ur. 11 września 1627 w Weimarze, zm. 21 listopada 1683 tamże) – książę Saksonii-Weimaru. Jego władztwo było częścią Świętego Cesarstwa Rzymskiego Narodu Niemieckiego. Pochodził z rodu Wettynów.
Był drugim synem księcia Saksonii-Weimaru Wilhelma i jego żony księżnej Eleonory Doroty (najstarszy syn tej pary zmarł w niemowlęctwie). Po śmierci ojca 27 maja 1662 wstąpił na tron. Jego młodszym braciom wydzielono osobne księstwa.
14 sierpnia 1656 w Weimarze poślubił księżniczkę Szlezwika-Holsztynu-Sonderburga Krystynę Elżbietę. Małżeństwo miało pięcioro dzieci:
- księżniczkę Annę Dorotę (1657–1704)
- księżniczkę Wilhelminę Krystynę (1658–1712)
- księżniczkę Eleonorę Zofię (1660–1687)
- Wilhelma Ernesta (1662–1728), kolejnego księcia Saksonii-Weimaru
- Jana Ernesta III (1664–1707), również przyszłego współksięcia Saksonii-Weimaru

Książę Jan Ernest II został pochowany w krypcie książęcej Weimarer Fürstengruft.